# Moulton (Bro Morgannwg)
Moulton és una vil·la situada al county borough de Bro Morgannwg, a Gal·les. Es troba al costat de la carretera A4226, al nord-oest de Y Barri i a l'est de Llancarfan. Com a llocs d'interès hi destaquen el Pub Three Horse Shoes i un restaurant, els quals atrauen visitants de tot Bro Morgannwg. Al sud de Moulton hi ha el petit poblet de Sutton.